# کندی ۷۱۶۶
سیارک ۷۱۶۶ (به انگلیسی: 7166 Kennedy، نامگذاری:1985TR) هفت هزار و صد و شصت و ششمین سیارک کشف شده‌است که در ۱۵ اکتبر ۱۹۸۵ کشف شد.
قدر مطلق سیارک برابر ۱۴٫۱۰ است.